# Novovassylivka (oblast de Zaporijjia)
Novovassylivka (ukrainien : Нововасилівка, russe : Нововасильевка, Novovassilevka) est une commune urbaine de l' Oblast de Zaporijjia (de jure)
 Oblast de Zaporojie (de facto), en Ukraine. Elle compte 2 199 habitants en 2021.